# 傅雲龍 (明朝)
傅雲龍（1602年—1646年11月25日），字蒸甫，號惕菴，江西撫州府金谿縣人，明朝、南明政治人物。

## 生平
傅雲龍是萬曆四十六年（1618年）戊午科舉人，崇禎七年（1634年）登甲戌科進士，吏部觀政，九年順天鄉試同考，十年獲授中書舍人。北京戒嚴，士兵在雨雪中僵卧，他上疏請求輪流調換守城士兵；又呈上剿滅流寇的策略，歷工部都水司主事，升員外郎，出爲浙江台紹僉事，討伐擒拿海盜竺武、貝學杜等人。崇禎十五年（1642年）許都作亂，他選拔勁旅加倍前進，除夕時抵達城下打敗許都，之後轉任福建督糧參議、漳南參政。崇禎十七年（1644年）春，平和的盜寇梁良聚集萬人攻打龍巖、漳平；八月時廣東的寇匪也攻龍巖。到十月，山寇徐連攻陷漳浦，傅雲龍斬殺徐連部下數千人，很快因為殺害鄭芝龍部下危害人民的武官而被彈劾罷官。人民都為他申冤，獲復職。
弘光元年（1645年），隨同福建布政使周汝璣等三司官員迎立隆武帝。累擢廣東按察使、布政使，加太僕卿，但未赴任。
隆武二年（1646年）九月，傅雲龍得知隆武帝在汀州被殺，帶兵入衛，到南靖時到處乞求支援，但無人和應。盧恕兵敗經過，清朝軍隊向漳州招降，傅雲龍說：「死則死耳，何降為！」不久他被挾持見清朝官員，同樣大罵不屈服，和龔可楷、金麗澤、張大衡、李某等人一同被殺。屍體暴曬三日不腐，士民都環繞屍身痛哭。永曆年間，朝廷追贈兵部尚書，諡忠節。

## 家庭
子傅廷升，任中書舍人。

## 引用
1. ↑  錢海岳《南明史》·卷二·本紀第二：（隆武二年十月）辛卯，漳州陷，太僕卿傅雲龍、總兵張大衡等死之……
2. 1 2  錢海岳《南明史·卷四十八·列傳第二十四》：傅雲龍，字蒸甫，金谿人。崇禎七年進士，授中書舍人。京師戒嚴，士兵僵卧雨雪中，上疏請更番城守。又上剿寇方略。歷都水主事、員外郎，台紹僉事。討擒海寇竺武、貝學杜等。
3. ↑  道光《金谿縣志·卷五·選舉 科甲》：萬厯【曆】四十六年戊午鄉試……傅雲龍 東岡人，有傳
4. ↑  《崇祯七年甲戌进士三代履历》：傅云龙，曾祖相，祖本忠，父文□。惕菴，易二房，壬寅年十一月二十一日生，抚州府金谿县人，戊午五十六名，会二百五十二名，三甲二百三十三名，吏部观政，丙子顺天同考，丁丑授中书，辛巳考选工部虞衡司主事，壬午升都水司郎中，壬午升浙江参议。
5. ↑  《思文大紀·卷一》：閏六月初二日，福建布、按、都三司、左布政司周汝璣、參議傅雲龍、張文輝、副使僉事柴世珽、陸懷玉、李長倩、羅萬爵、張夬、劉柱國、張晉徵、王芋、都司陳績、郭軻、楊陞誠具箋迎賀。
6. ↑  錢海岳《南明史·卷四十八·列傳第二十四》：許都亂，簡勁旅倍道進，以除夕抵城下，襲敗之。轉福建督糧參議、漳南參政。十七年春，平和寇梁良萬人攻龍巖、漳平。八月，廣寇攻龍巖。十月，山寇徐連陷漳浦，雲龍斬數千級。以戮鄭芝龍部弁之毒民者，被劾罷。士民頌冤復官，累擢廣東按察使、布政使，以才足辦賊，命加太僕卿，留久任，安地方，不赴。
7. ↑  錢海岳《南明史·卷四十八·列傳第二十四》：隆武二年九月，聞汀州警，以兵入衛，至南靖，徧乞濟師，不應。盧恕兵敗過境，清兵向漳州招降，曰：「死則死耳，何降為！」跡得之，挾見，大罵不屈。與龔可楷、金麗澤、張大衡、李甲俱死。屍暴三日如新，士民環哭。永曆中，贈兵部尚書，諡忠節。子廷升，任中書舍人。